# Gymnocorymbus
Genre
Le genre Gymnocorymbus ne concerne que trois espèces de poissons américains de la famille des Characidés.

## Liste des espèces
- Gymnocorymbus bondi (Fowler, 1911)
- Gymnocorymbus ternetzi (Boulenger, 1895) - Tétra noir
- Gymnocorymbus thayeri Eigenmann, 1908 - Tétra noir